# Genevesøen
Genevesøen eller Genfersøen (fransk: Lac Léman eller Lac de Genève; tysk: Genfersee) er den næststørste ferskvandssø i Centraleuropa. Søen er delt mellem Frankrig og Schweiz.

## Trivia
Genevesøen omtales af flere forfattere, bl.a. Julius Cæsar, Henrik Pontoppidan og H.C. Andersen.